# 伊達村氏
伊達 村氏（だて むらうじ）は、江戸時代の仙台藩一門第二席・亘理伊達家第10代当主。

## 生涯
明和2年（1765年）10月15日、亘理伊達家第8代当主・伊達村純の子として生まれる。幼名は兵力。
安永5年（1767年）1月3日、仙台大火で上屋敷を焼失。安永6年（1768年）3月31日、仙台城で元服し、藩主重村の偏諱を受けて、村氏と名乗る。
明和4年（1767年）2月、病弱の父村純が隠居し、嫡男の兵力がまだ幼いことから村純の弟の村好が家督相続した。
安永2年（1773年）10月18日、叔父で養父の第9代当主・村好が「葛西川島事件」による藩政混乱の責めを負い隠居することとなり、9歳で家督を相続して亘理邑主となる。
寛政8年（1796年）7月、藩主伊達斉村の急死により、生まれて6ヶ月の周宗が藩主となる。同年11月1日、幕府より、幼い藩主に代わり藩内の警護を藩主一門の村氏、涌谷伊達村常、登米伊達村幸が交代で行うよう命じられた。
享和3年（1803年）11月18日、死去。享年39。家督は嫡男宗賀が相続した。